# Götiska rummen
Götiska rummen är en roman av August Strindberg från 1904. Götiska rummen lanserades som en fortsättning på Strindbergs genombrottsroman Röda rummet från 1879. 